# 李皎 (武阳郡王)
李皎（?—?），唐朝宗室，唐高祖之孙，江王李元祥的次子。

## 生平
李皎大哥李晫为永嘉郡王，有禽兽行，被诛杀；李皎封为武阳郡王，他的弟弟都是公爵，武则天时，多被诛杀。李皎之子李藂，以年幼流放，死于岭南，葬南安，人称其墓为天孙墓。唐中宗复位，以李藂之子李钦（《新唐书宗室世系表》作李皎弟鉅鹿郡公李晃之子）嗣江王，又以李皎绝封，以李皎弟廣平郡公李炅子李继宗嗣爵，既而以郡王不袭，降为澧国公。

## 家族
- 子：李藂
  - 孙：李万康，赠秘书监
    - 曾孙：李楚珪，陇西郡公、左领军卫大将军、太常卿
      - 玄孙：李尚殷，洪州都督府长史
        - 五世孙：李暖
          - 六世孙：李承光
            - 七世孙：李㻁
              - 八世孙：李崇
              - 八世孙：李忠
              - 八世孙：李贤
              - 八世孙：李孝

            - 七世孙：李济

        - 五世孙：李环
        - 五世孙：李仆
          - 六世孙：李愈
            - 七世孙：李最
              - 八世孙：李儿
                - 九世孙：李团
                  - 十世孙：李滈

                - 九世孙：李冬
                - 九世孙：李智

              - 八世孙：李勤
                - 九世孙：李相

              - 八世孙：李须
                - 九世孙：李库

              - 八世孙：李崇
                - 九世孙：李元誉

          - 六世孙：李继
          - 六世孙：李祚
            - 七世孙：李呈
              - 八世孙：李琀
                - 九世孙：李宠
                - 九世孙：李勇

      - 玄孙：李尚炅
      - 玄孙：李尚盈，左骁卫翊府左郎将
        - 五世孙：李日进，太原府至节府折冲都尉
          - 六世孙：李某
            - 七世孙：李夽

      - 玄孙：李尚达
        - 五世孙：李阐

    - 曾孙：李鼂嵩，奉天定难功臣、左武卫将军
      - 玄孙：李尚春，左翊府中郎将
        - 五世孙：李怀顺，善训府左果毅都尉
          - 六世孙：李礼
          - 六世孙：李宁
          - 六世孙：李鞠
          - 六世孙：李瑶
          - 六世孙：李时
            - 七世孙：李玩
              - 八世孙：李阙
                - 九世孙：李邦

        - 五世孙：李希悦，右卫绛州新田府折冲都尉
          - 六世孙：李翊
            - 七世孙：李颛
              - 八世孙：李蕤
                - 九世孙：李恡

          - 六世孙：李诩
            - 七世孙：李省
              - 八世孙：李琚
                - 九世孙：李岫

      - 玄孙：李尚芬，奉天定难功臣、左金吾卫大将军
        - 五世孙：李庭金，左金吾卫翊府左郎将
          - 六世孙：李引
            - 七世孙：李调
              - 八世孙：李郁
                - 九世孙：李阵

              - 八世孙：李恋
                - 九世孙：李卿

          - 六世孙：李夤
            - 七世孙：李坤
              - 八世孙：李滕
                - 九世孙：李认

        - 五世孙：李庭芝
          - 六世孙：李事
            - 七世孙：李珠
              - 八世孙：李鞠
                - 九世孙：李温
                - 九世孙：李高

              - 八世孙：李育
                - 九世孙：李慎
                - 九世孙：李纵

            - 七世孙：李愈
              - 八世孙：李良
                - 九世孙：李仰

    - 曾孙：李鼂唐，寿王傅、浙江东道越福十二州招讨海贼使
      - 玄孙：李尚仪，桂州长史
        - 五世孙：李绍宗

      - 玄孙：李尚禄，左羽林大将军、试鸿胪卿、陇西县男
        - 五世孙：李兴宗
          - 六世孙：李孝随
            - 七世孙：李承霏
            - 七世孙：李承霄
              - 八世孙：李因
                - 九世孙：李泗

        - 五世孙：李兴昌
          - 六世孙：李谋
          - 六世孙：李律
            - 七世孙：李检
              - 八世孙：李𧦬
                - 九世孙：李玉

          - 六世孙：李锐
            - 七世孙：李郧
              - 八世孙：李崑
                - 九世孙：李皎武

            - 七世孙：李约
              - 八世孙：李略
                - 九世孙：李忍

        - 五世孙：李中义
          - 六世孙：李翔，莆田县尉
            - 七世孙：李逢
              - 八世孙：李郃
                - 九世孙：李演

          - 六世孙：李晦
          - 六世孙：李週
            - 七世孙：李瓀
              - 八世孙：李威
                - 九世孙：李馀

              - 八世孙：李感
                - 九世孙：李护

              - 八世孙：李凤
                - 九世孙：李蔼

              - 八世孙：李憧

            - 七世孙：李筠
            - 七世孙：李琏

      - 玄孙：李尚锽，试太仆卿
        - 五世孙：李全交
        - 五世孙：李全立
        - 五世孙：李全经

      - 玄孙：李尚羲，右骁卫翊府中郎将
        - 五世孙：李思勤
        - 五世孙：李思颉，试千牛卫长史

      - 玄孙：李鼂嵸，左骁卫翊府中郎将
        - 五世孙：李江澄
        - 五世孙：李江清
        - 五世孙：李尚长
        - 五世孙：李尚容，丹州长松府折冲都尉
          - 六世孙：李摽
            - 七世孙：李绩
              - 八世孙：李彦
                - 九世孙：李师
                  - 十世孙：李将

        - 五世孙：李尚荣
          - 六世孙：李浩然
- 子：李堪，武阳郡王，继嗣为澧国公